# Thamnomanes caesius
El batará cinéreo (en Ecuador y Perú) (Thamnomanes caesius), también denominado choca guayanesa (en Venezuela) u hormiguero cenizo (en Colombia),  es una especie de ave paseriforme de la familia Thamnophilidae perteneciente al género Thamnomanes. Es nativo de América del Sur, donde se distribuye en la cuenca amazónica, en el escudo guayanés y en la costa atlántica de Brasil. 

## Distribución y hábitat
Se distribuye desde el este de Ecuador, norte del Perú, centro sur y sureste de Colombia, sur y este de Venezuela, Guyana, Surinam, Guayana francesa, en la Amazonia brasileña hacia el este hasta Amapá y Maranhão, hacia el sur hasta el centro sur de la Amazonia y extremo noreste de Bolivia. Ver detalles en  Subespecies.
Esta especie es considerada común en el sotobosque del bosque húmedo, principalmente en terra firme, como en las áreas inundables, hasta los 600 m de altitud.

## Descripción
En promedio mide 14,5 cm de longitud y pesa 15,5 g. Presenta dimorfismo sexual. El macho es de coloración uniformemente gris; la hembra tiene las partes superiores de color  marrón oliváceo y las partes inferiores predominantemente de color canela.

## Alimentación
Se alimenta de insectos, que atrapa en vuelo o entre el follaje.

## Reproducción
Construye un nido en forma de taza. La hembra pone dos huevos rosados con manchas de color castaño rojizo.

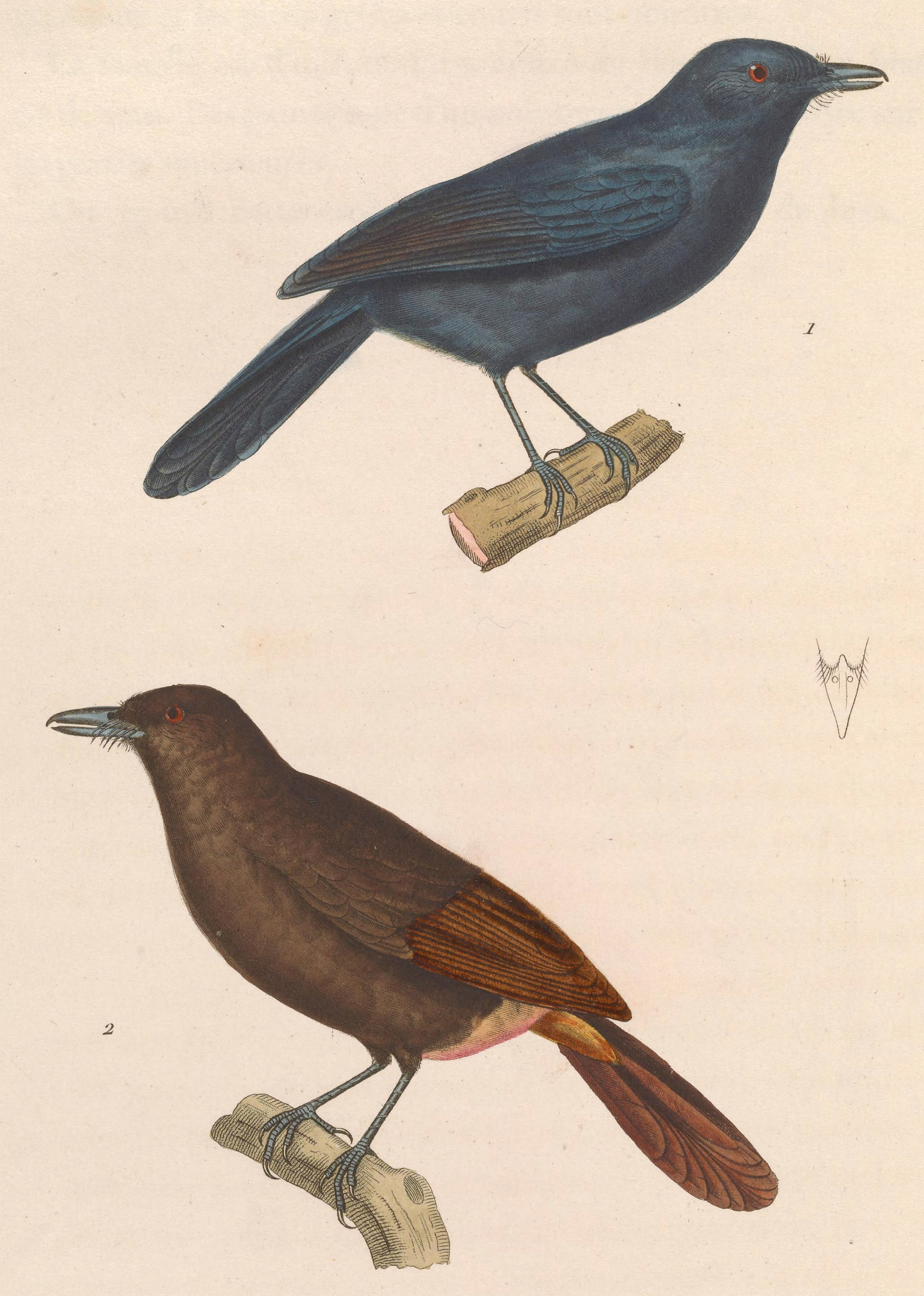
Thamnomanes caesius, macho (arriba) y hembra, ilustración de Huet le Jeune y Prêtre para Nouveau recueil de planches coloriées d'oiseaux, 1838

## Sistemática

### Descripción original
La especie T. caesius fue descrita por primera vez por el naturalista neerlandés Coenraad Jacob Temminck en 1820 bajo el nombre científico Muscicapa caesis; localidad tipo «Bahía, Brasil».

### Etimología
El nombre genérico masculino «Thamnomanes» proviene del griego «thamnos»: arbusto, y «manēs»: apasionado por; significando «apasionado por los arbustos»; y el nombre de la especie «caesius», del latín: gris azulado.

### Taxonomía
Es pariente próxima a Thamnomanes schistogynus y antes eran tratadas como conespecíficas. Análisis genéticos recientes mostraron una profunda divergencia genética entre las diferentes poblaciones, pero el código de barras de la vida confirmó la monofilia de estas poblaciones. La subespecie simillimus a veces es unida a la nominal, pero se la acepta en base al plumaje más oscuro del macho y a la mancha interescapular menor.

### Subespecies
Según la clasificación del Congreso Ornitológico Internacional (IOC) (Versión 7.2, 2017) y Clements Checklist v.2016, se reconocen 5 subespecies, con su correspondiente distribución geográfica:
- Thamnomanes caesius glaucus Cabanis, 1847 – sur de Venezuela (Bolívar, Amazonas), las Guayanas, este de Colombia (al sur desde Meta y Vichada), norte de Brasil (norte de Amazonas hacia el este hasta Amapá), este de Ecuador y noreste de Perú (al norte del río Amazonas y oeste del Ucayali, hacia el sur hasta el norte de Ucayali).
- Thamnomanes caesius persimilis Hellmayr, 1907 – centro de Brasil al sur del río Amazonas (bajo río Juruá y alto Purús hasta la margen izquierda del Tapajós, al sur hasta el norte de Rondônia y oeste de Mato Grosso) y extremo noreste de Bolivia (noreste de Santa Cruz).
- Thamnomanes caesius simillimus Gyldenstolpe, 1951 – centro sur de la Amazonia brasileña: conocido solamente del medio río Purús.
- Thamnomanes caesius hoffmannsi Hellmayr, 1906 – centro este de Brasil al sur del Amazonas (desde la margen derecha del Tapajós, hacia el este hasta el oeste de Maranhão, al sur hasta el noreste de Mato Grosso).
- Thamnomanes caesius caesius (Temminck, 1820) – litoral este de Brasil (desde Pernambuco al sur hasta Río de Janeiro, y por el interior en la cuenca del río Doce en Minas Gerais).